# Prière surérogatoire
Pour les articles homonymes, voir Salat.
Une prière surérogatoire, ou salat nâfilah, est une prière effectuée par le musulman (non obligatoire mais recommandée) en plus des cinq prières quotidiennes "obligatoires", lesquelles constituent un des cinq piliers de l'islam.

## Caractéristiques des prières surérogatoires
Le musulman est obligé de s'acquitter d'abord des cinq prières obligatoires (faridhah) avant de pouvoir prier de manière surérogatoire. Les prières surérogatoires ne peuvent pas non plus être enchaînées avec les prières obligatoires. Il est déconseillé de se précipiter après la prière obligatoire, sans avoir parlé, ni être sorti de la mosquée, pour accomplir une prière surérogatoire. De plus, il est préférable de faire ces prières surérogatoires à la maison, mais si on les effectue à la mosquée, il n'y a pas de mal, selon la parole du Prophète de l'islam.[réf. nécessaire] Pour Al-Ghazali également, la prière en dehors des prières canoniques est surérogatoire seulement si le musulman s'est déjà acquitté des cinq prières obligatoires (argumentation basée sur un hadith[Lequel ?]). Le Coran insiste d'ailleurs sur la nécessité d'accomplir correctement les prières canoniques: « Malheur donc, à ceux qui prient tout en négligeant (et retardant) leur Salat ».
Chacun est libre d'accomplir les prières surérogatoires, mais douze d'entre elles sont citées dans les hadiths :
- 2 rakat avant le fajr[5]
- 4 rakat avant et 2 après le dhuhr
- Aucune raka'at avant et après le asr
- 2 rakat après le maghreb
- 2 rakat après le 'icha
- Salat Witr (appelée aussi Al-Witr)
- Pour les musulmans chiites[réf. nécessaire], on a deux rakat avant le fajr, huit avant le dhuhr, huit avant le 'asr, quatre après le maghreb et deux après le 'icha. En plus, on trouve la prière de la nuit (salat al-layl)[6], composée de onze rakat: huit rakat (en quatre prières de deux rakat), à quoi viennent s'ajouter deux rakat pour la prière al-chaf' (شَفْع) et une pour al-watr (وَتر).

## Variété de prières surérogatoires
On trouvera ci-après une liste de prières musulmanes non obligatoires, liées à différentes situations de la vie quotidienne.
- prières très fortement recommandées (Shafâa et Witr) ;
- prière des deux fêtes (voir Aïd al-Adha et Aïd al-Fitr) ;
- prière funéraire (janazah) ;
- prière de l'éclipse (kusûf) ;
- prière du repentir (tawba) ;
- prière de la matinée (ḍuḥā) ;
- prière de la salutation de la mosquée (taḥiyātu-l-masjid), recommandée lorsqu’on entre dans une mosquée[7],[8] ;
- prière de la consultation (’istikhāra): lorsqu'on hésite à faire un choix[9] ;
- prière du besoin (hāja ou ’istijāb): lorsque l'on a un besoin précis (matériel ou autre) ;
- prière des nuits du mois de Ramadan (Tarawih) après la prière de al-icha durant ce mois ;
- prière de la peur ou du danger est permise en temps de guerre ou lorsque l'on craint pour sa vie[10] ;
- prière du voyageur (musāfir) qui peut être effectuée lorsqu'une personne s'absente de chez elle[11] (pour autant que cette absence reste inférieure à quarante jours) ;
- Les prières du vendredi[12] et des deux fêtes sont obligatoires, quant à la prière funéraire sur le(a) musulman(e), elle est seulement communautairement obligatoire (C'est-à-dire que si une partie des musulmans l'accomplit, les autres peuvent en être dispensés. Dans le cas contraire le péché de manquer à la prière est commun à tous les musulmans qui étaient au courant de cette dernière) ;
- La prière de l'éclipse[13] est fortement recommandée et est fard kifaya[14] : elle doit être réalisée par une partie de la communauté tandis que l'autre en est dispensée. Elle se réalise en 2 raka'at. À chaque rak'a, il faut réciter la fatiha et une sourate longue. La deuxième rak'a doit être moins longue que la première[15]. D'autres théologiens disent qu'elle est obligatoire[réf. souhaitée].